# Batalla de Quíos
La batalla de Quíos (201 a. C.) fue un enfrentamiento entre la flota de Filipo V de Macedonia y las fuerzas aliadas de Rodas, Pérgamo, Bizancio y Cícico.
La guerra cretense había comenzado en 205 a. C. cuando los macedonios y sus aliados piratas de Creta comenzaron a atacar los navíos de Rodas, que tenía la marina mercante más rica del mar Egeo. Junto con los barcos de sus aliados (Pérgamo, Bizancio y Cícico), la flota rodia derrotó a la macedonia en las costas de Quíos.